# Rafael Yebra
Rafael Yebra García (Granada, España; 20 de enero de 1955) fue un futbolista español que se desempeñaba como defensor.

## Clubes
| Club           | País   | Año         |
| -------------- | ------ | ----------- |
| Granada CF     | España | 1977 - 1981 |
| Elche CF       | España | 1981 - 1983 |
| sin equipo     | España | 1983 - 1984 |
| Real Avilés CF | España | 1984 - 1985 |